# Донкастер 17
Донкатер 17 (фр. Doncaster 17; на языке мохоков Tioweró:ton), или просто Донкастер — индейская резервация ирокезоязычного племени мохоки, расположенная в юго-западной части провинции Квебек, Канада. Является совместным владением мохоков из резерваций Канаваке и Канесатаке, а также одной из нескольких самоуправляемых территорий племени в пределах границ Канады.

## История
30 августа 1851 года британским колониальными властями был принят закон о выделении территории в Объединённой провинции Канада индейцам мохокам из Семи наций Канады. Два года спустя, 9 августа 1853 года, генерал-губернатор в Совете одобрил список распределения, предложенный комиссаром земель Короны Джоном Рольфом. Согласно этому списку, индейцам Конаваги (Канаваке) и Лак-де-Дё-Монтань (Канесатаке) была отведена юго-восточная четверть небольшого поселения Донкастер, за посёлком Уэксфорд. Общая площадь выделенных земель составляла 65 км².
В 1890-х годах белые скваттеры иногда занимали части Донкастер 17 и неоднократно обращались к правительству Канады с просьбой открыть ее для поселения. Мохоки отказались сдавать в аренду или продавать землю, и в 1904 году правительство прекратило притязания, возместив скваттерам их затраты. Была также достигнута договорённость, что их не будут преследовать за нарушение границы резервации.

## География
Резервация располагается на юго-западе Квебека, примерно в 30 км к востоку от города Мон-Трамблан, в области Лаврентиды. Общая площадь резервации составляет 78 км², из них 74,62 км² приходится на сушу и 3,38 км² — на воду.

## Демография
В 2010 году население резервации составляло 4 человека. В 2021 году постоянное население в Донкастер 17 отсутствовало, резервация используется индейцами как охотничья и рыболовная территория.